# 5・3仁川事態
5・3仁川事態（5・3いんちょんじたい）は1986年5月3日、新韓民主党（新民党）が推進していた「直選制改憲1000万署名運動」の仁川・京畿道支部結成大会が、運動圏の過激デモと警察の暴力的鎮圧で中止された事態（事件）である。この事件で第五共和国時代の韓国において民主化運動を進めてきた制度圏野党と運動圏の対立が露呈する結果となった。

## 経緯
前年2月の総選挙で、軍政終息と大統領直選制改憲を掲げた新民党が躍進し、新民党と運動圏における民主化勢力は大統領直選制改憲を政府与党に強く求めるようになった。しかし、全斗煥大統領はこれに応じようとしなかったため、新民党は院外闘争を推進することを決意し、在野勢力と提携する形で「民主化のための国民連絡機構」（民国連）を結成した。そして選挙からちょうど1年後の1986年2月12日、新民党は民国連と提携する形で直選制改憲推進のための署名運動（直選制改憲1000万名署名運動）を展開し、全国の主要都市に改憲推進運動の支部作りを進め、各地で市民の爆発的な支持を得た。特に3月30日の光州市における改憲推進支部結成大会では大会会場に30万名以上の市民が結集し、深夜まで街頭デモが展開された。また、教会関係者や大学教授などの間から「時局宣言」が相次いで出され、改憲を求める世論が徐々に形成されつつあった最中、全斗煥大統領は4月30日に野党党首を青瓦台に招いて会談し、与野党合意による改憲の可能性に言及した。
しかし、運動が進むにつれ、大統領直選制実現を主とした制度的な民主化をまず実現したい制度圏野党と、あくまでも実質的な民主化を求める運動圏との亀裂が徐々に露呈するようになった。4月29日の民国連記者会見で金大中民主化推進協議会共同議長が急進的な学生運動を批判する発言を行い、4月30日の党首会談後に李敏雨新民党総裁が「左翼学生を断固取り締まらなければならない」との主旨の発言をして、急進的な運動圏と一線を画す姿勢を示すようになった。これに対し運動圏は「保守野党が本来の姿を現した」として新民党の姿勢を批判するようになった。
そして仁川直轄市（現広域市）で予定されていた1986年5月3日の改憲推進仁川・京畿道支部結成大会を前に運動圏の学生や労働者は仁川に集結し、会場となっていた市民会館周辺の通りを封鎖して新民党批判と政権側による二元代表制改憲への反対、三民憲法（民族統一、民族解放、民主争取）の制定と憲法制定民衆会議招集を要求するデモを展開した。これを鎮圧する機動隊とデモ隊の衝突で会場周辺は混乱し大会に参加予定であった新民党指導部も近づくことができない状態となったため結成大会は中止に追い込まれた。夕方5時過ぎまでにデモは一応鎮圧されたが、散発的なデモは夜遅くまで続いた。

## 事件後
全斗煥政権は仁川事態について「急進派学生と在野民主勢力が、新民党の改憲大会を利用して民衆蜂起を誘発しようとした」としてデモに参加した319名を連行、デモ関係者60余名を指名手配するなど運動圏に対する弾圧を強化させた。また炎上するパトカーや修羅場となった会場周辺などデモの現場をテレビで放映し、学生運動の暴力性を浮き彫りにする報道も行った。
この事件でこじれた運動圏と野党の関係修復は翌1987年の4・13護憲措置まで持ち越されることとなった。また仁川事態を契機に運動圏でも急進的な運動手法に対する反省の機運が芽生え、広範な市民を巻き込める運動のあり方についての模索が進められた。